# 船田秀佳
船田 秀佳（ふなだ しゅうけい 1956年 - ）は、日本の言語学者、名城大学人間学部教授、岐阜大学講師。

## 来歴
岐阜県美濃市出身。東京外国語大学外国語学部中国語学科卒業。カリフォルニア州立大学大学院言語学科修了。東京外国語大学大学院地域研究研究科修了。1998年、名城大学短期大学教授。
英語と中国語のスペシャリストとして知られ、英語と中国語の比較・同時並行学習、英語によって中国語を学ぶ事の優位性を主張している。

## 著作

### TOEIC対策
- 『10-Minute Grammar Drills for the TOEIC Test: らくらく10分間！ ＜TOEIC Test 英文法基礎演習＞』 （英潮社、2004年） ISBN 4268003835
- 『TOEIC テストスタイルドリル ― TOEIC Test-style Listening Power』 （弓プレス、2005年） ISBN 4803412456

### 英語学習理論
- 『英語感覚の磨き方 言語学のアプローチ』 （鷹書房弓プレス、2002年） ISBN 4803404666

### 中国語学習理論
- 『英語で学ぶ中国語』（太陽社、2001年）  ISBN    9784884686604
- 『英語がわかれば中国語はできる』（駿河台出版社、2003年）ISBN  9784411018748
- 『中学英語でペラペラ中国語～カタカナ発音付～』（同上、2004年）ISBN   9784411030078
- 『英語で覚える中国語基本単語1000（品詞別編）』（同上、2005年）ISBN   9784411030184

他多数